# Litewskie Muzeum Morza w Kłajpedzie

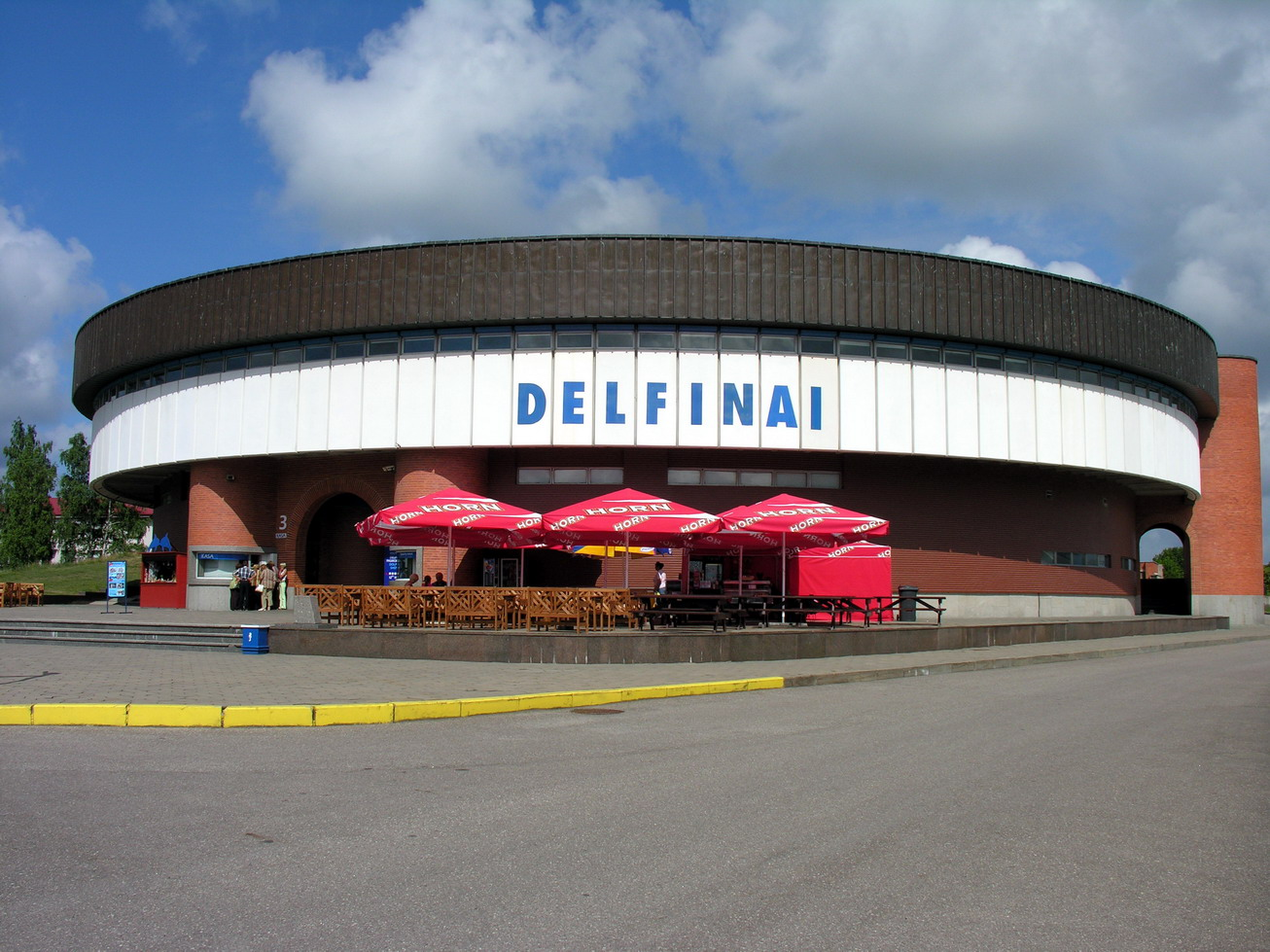
Delfinarium – Litewskie Muzeum Morza

Litewskie Muzeum Morza (lit. Lietuvos jūrų muziejus) – morski park rozrywki zlokalizowany nad Morzem Bałtyckim w litewskiej Kłajpedzie, na który składają się cztery jednostki: (1) muzeum morskie; (2) skansen rybacki; (3) akwarium oraz (4) delfinarium. Muzeum otwarto w 1979, natomiast delfinarium jako najmłodsza jednostka została otwarta w 1994. Jest to jedyne delfinarium nad wschodnim Bałtykiem.

## Struktura Kompleksu
- Fort Nerija, w którym mieszczą się ekspozycje muzealne Litewskiego Muzeum Morza
  - "Flora i fauna morska" (kilkanaście wystaw tematycznych)
  - "Historia nawigacji"
- Akwarium
  - akwaria słodkowodne
  - akwaria słonowodne (Akwarium Bałtyckie oraz Akwarium Egzotyczne)
- Baseny wystawowe
  - fokarium
  - pingwinarium
- Skansen rybacki
  - wioska rybacka z narzędziami rybackimi
- Delfinarium
  - delfiny z Morza Czarnego oraz kalifornijskie lwy morskie
  - pokazy oraz kąpiele z delfinami
  - delfinoterapia

## Galeria

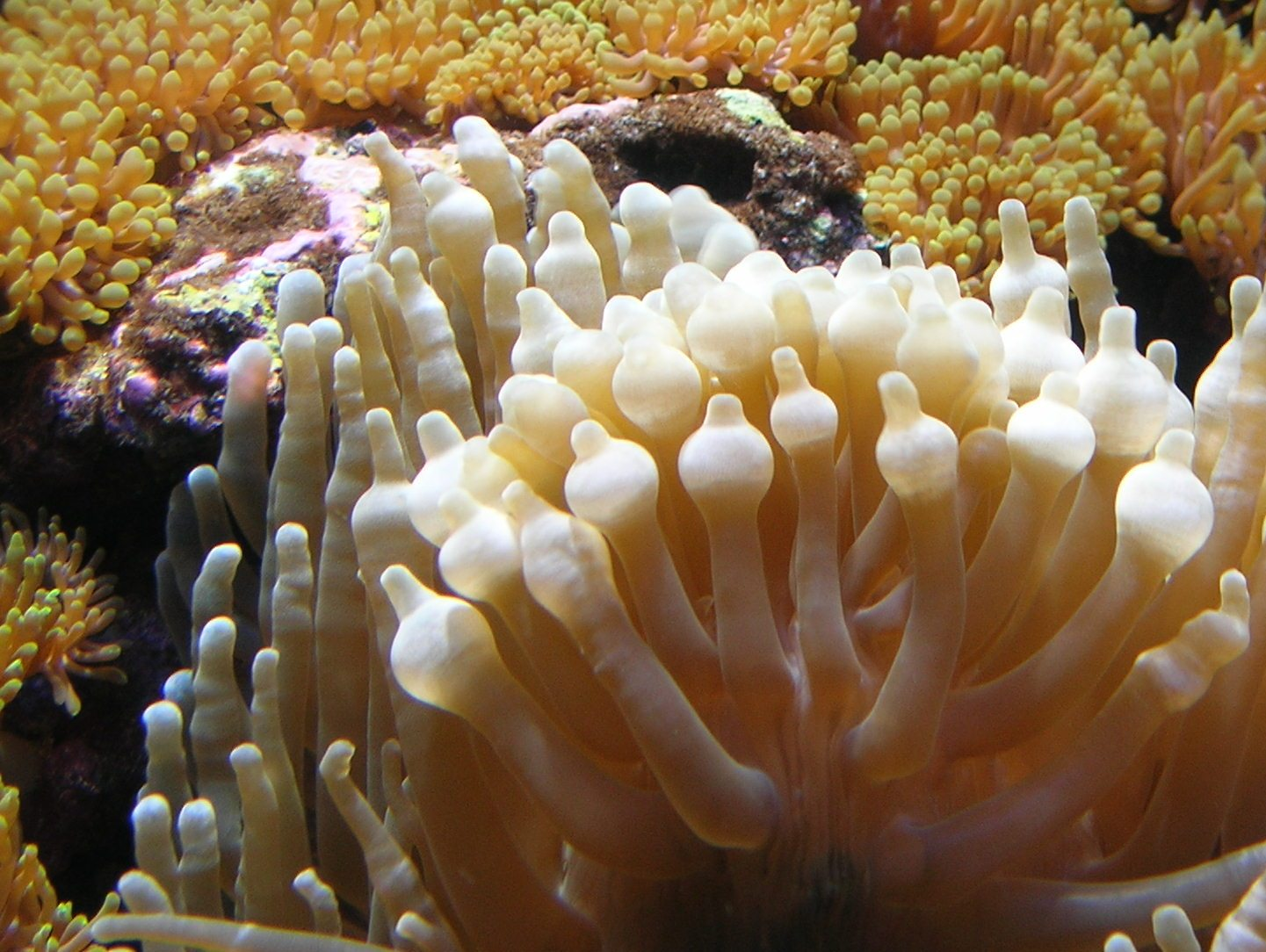
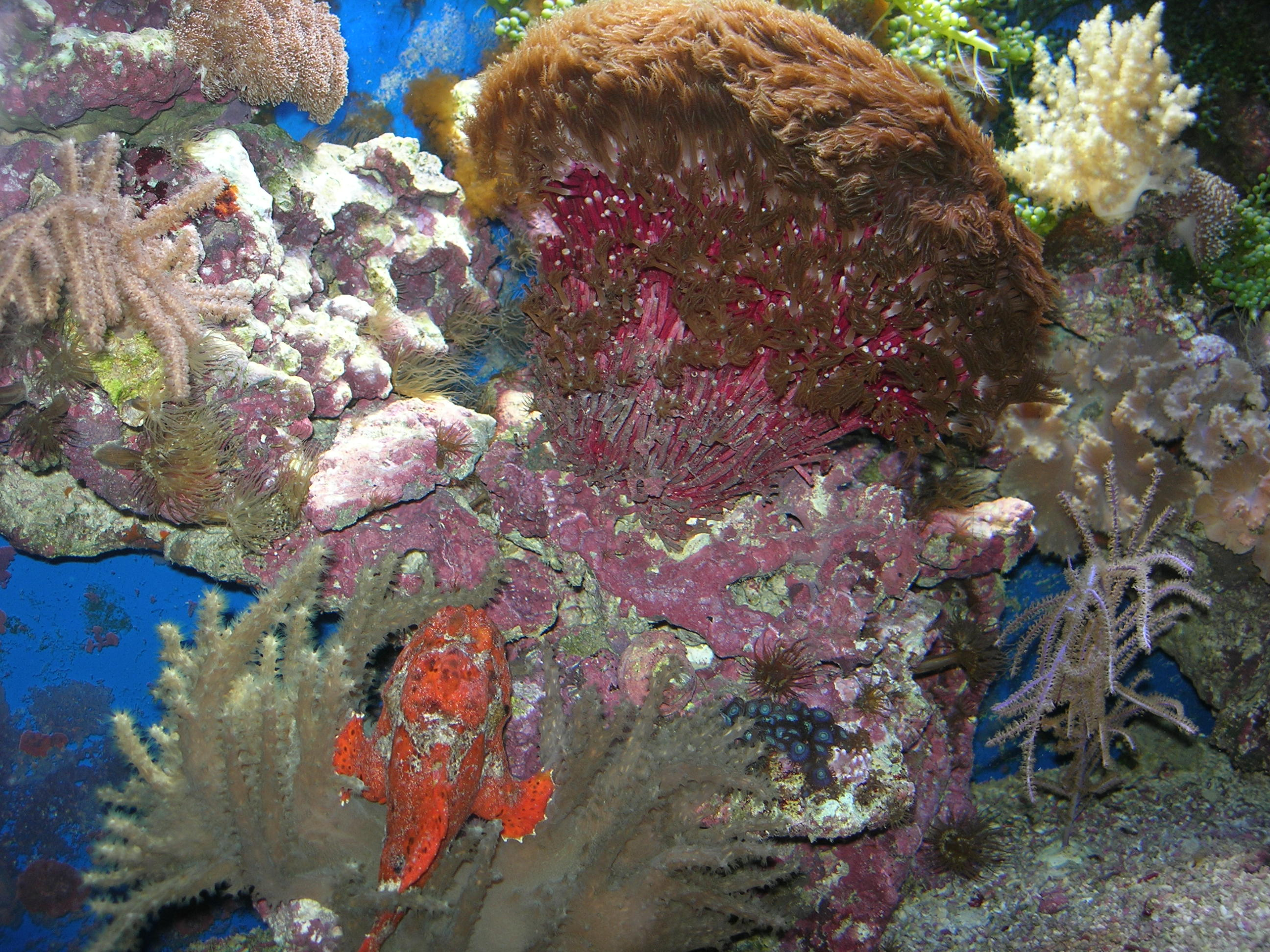
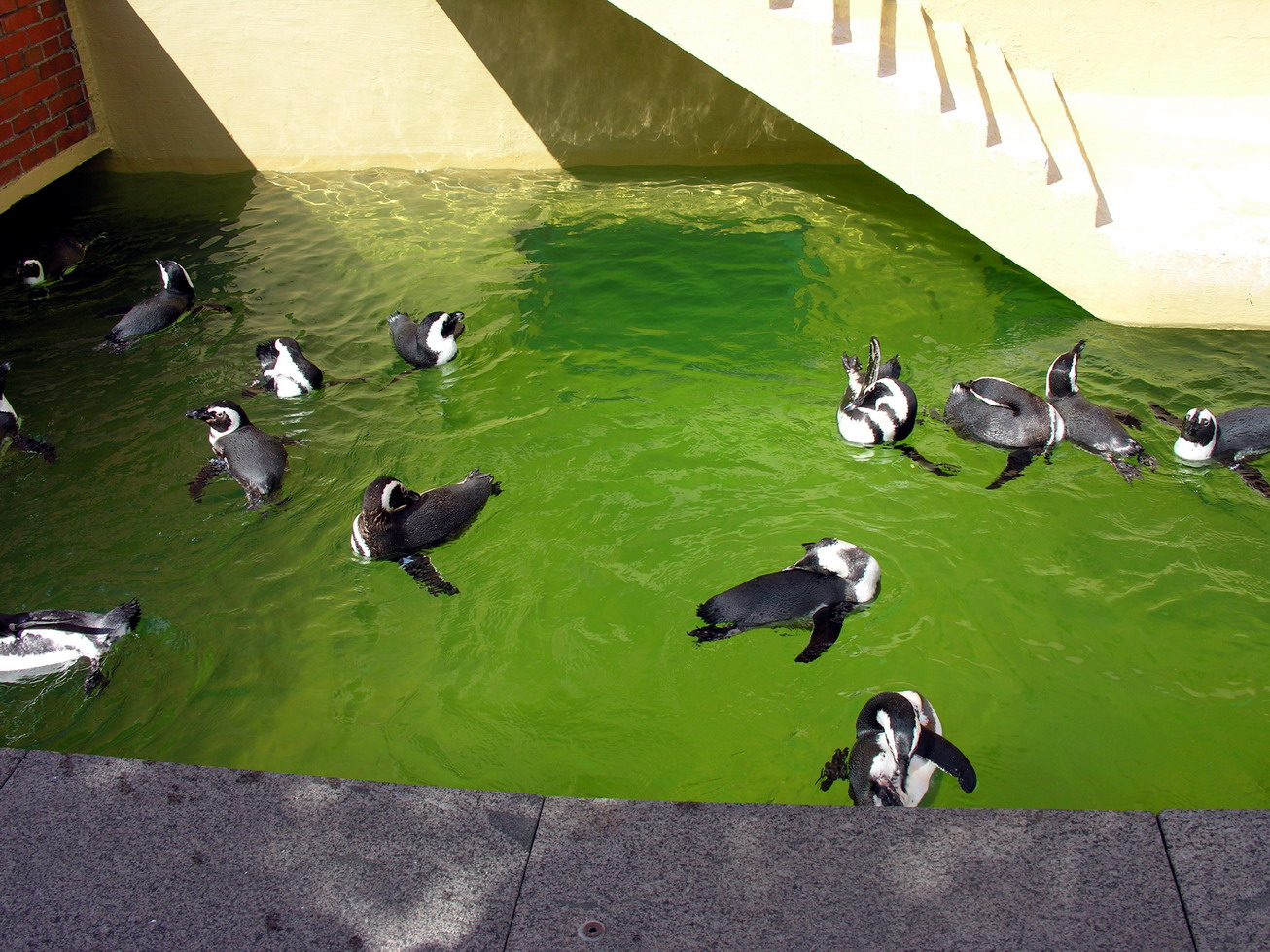
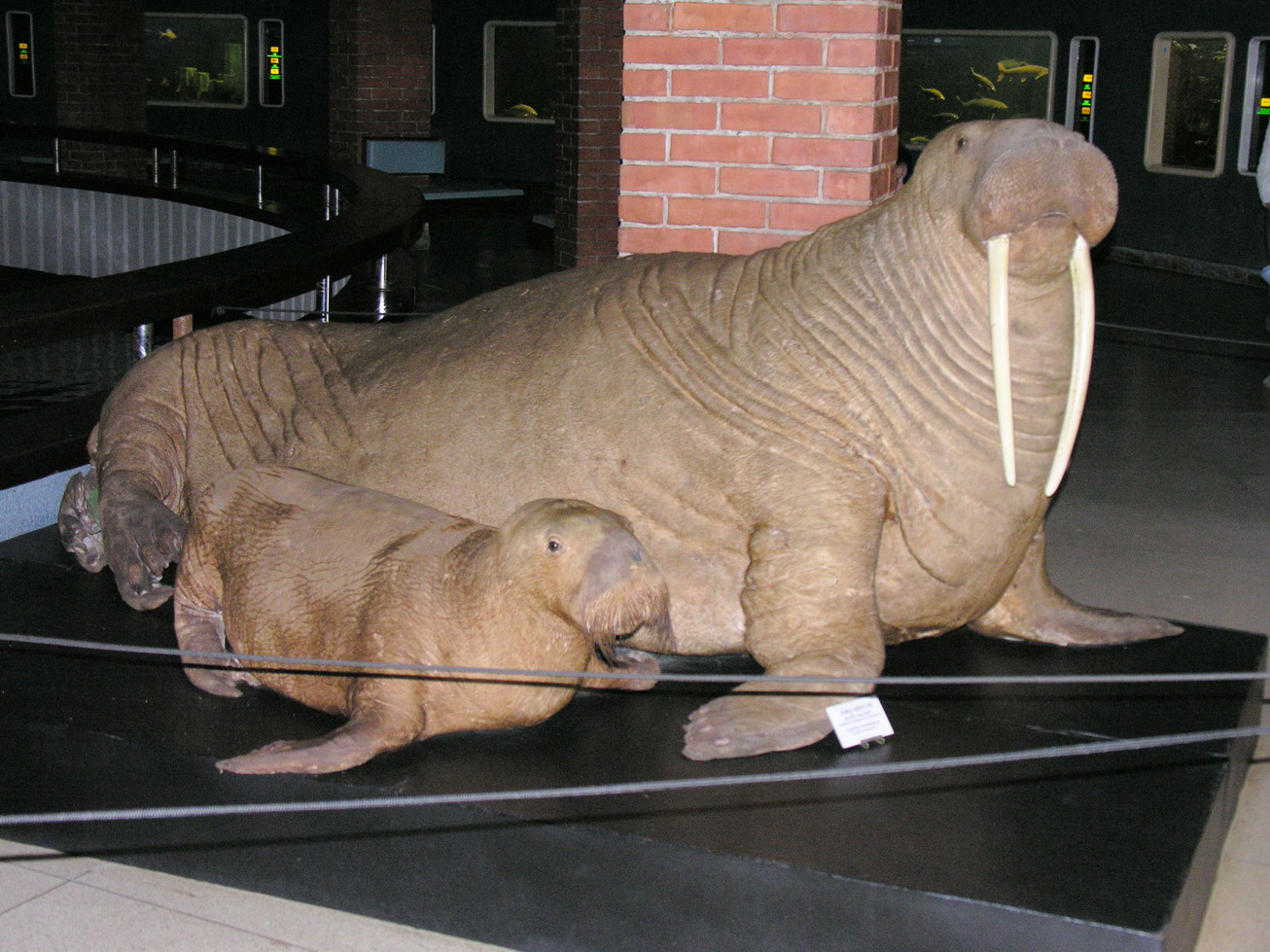
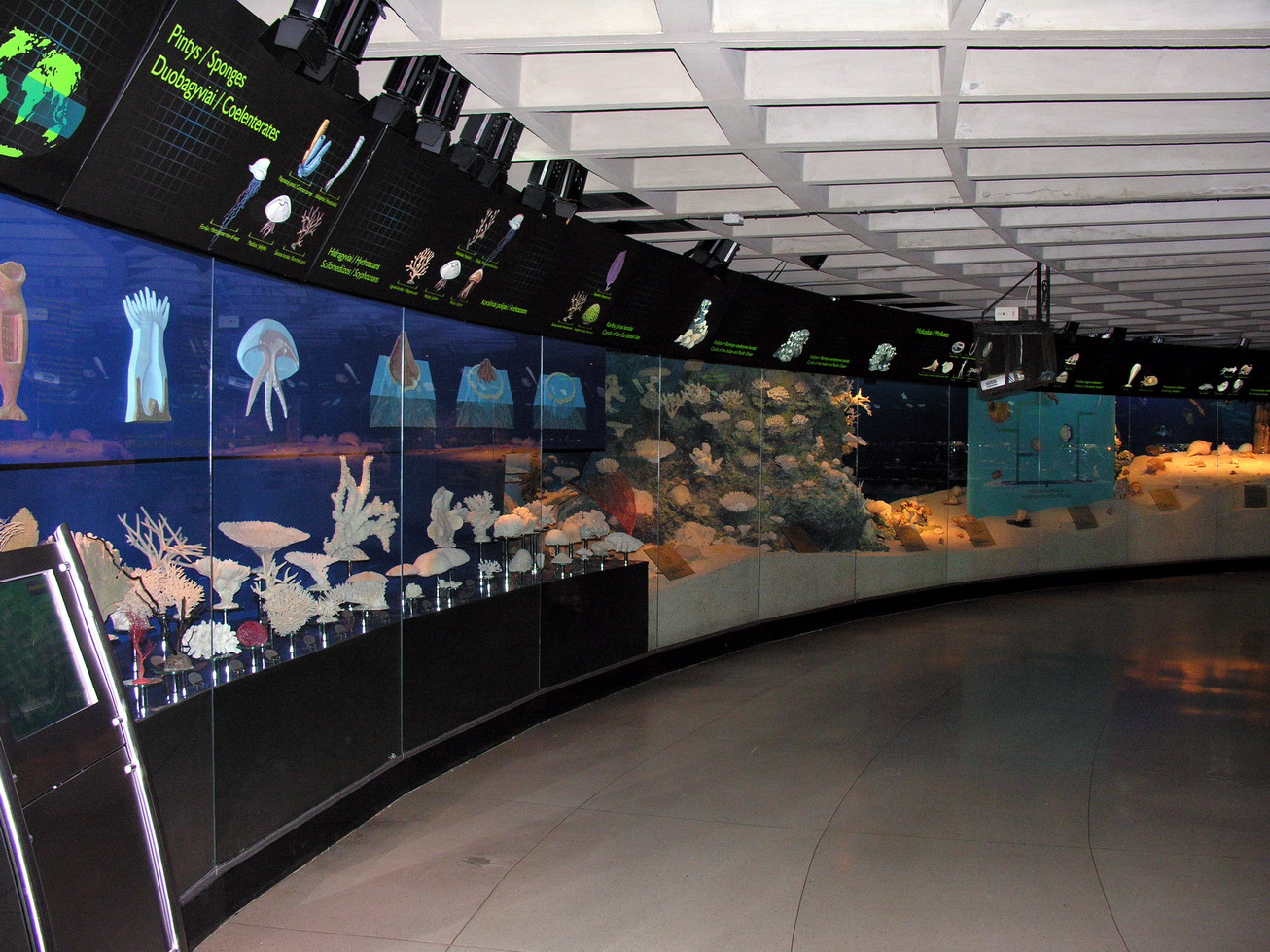
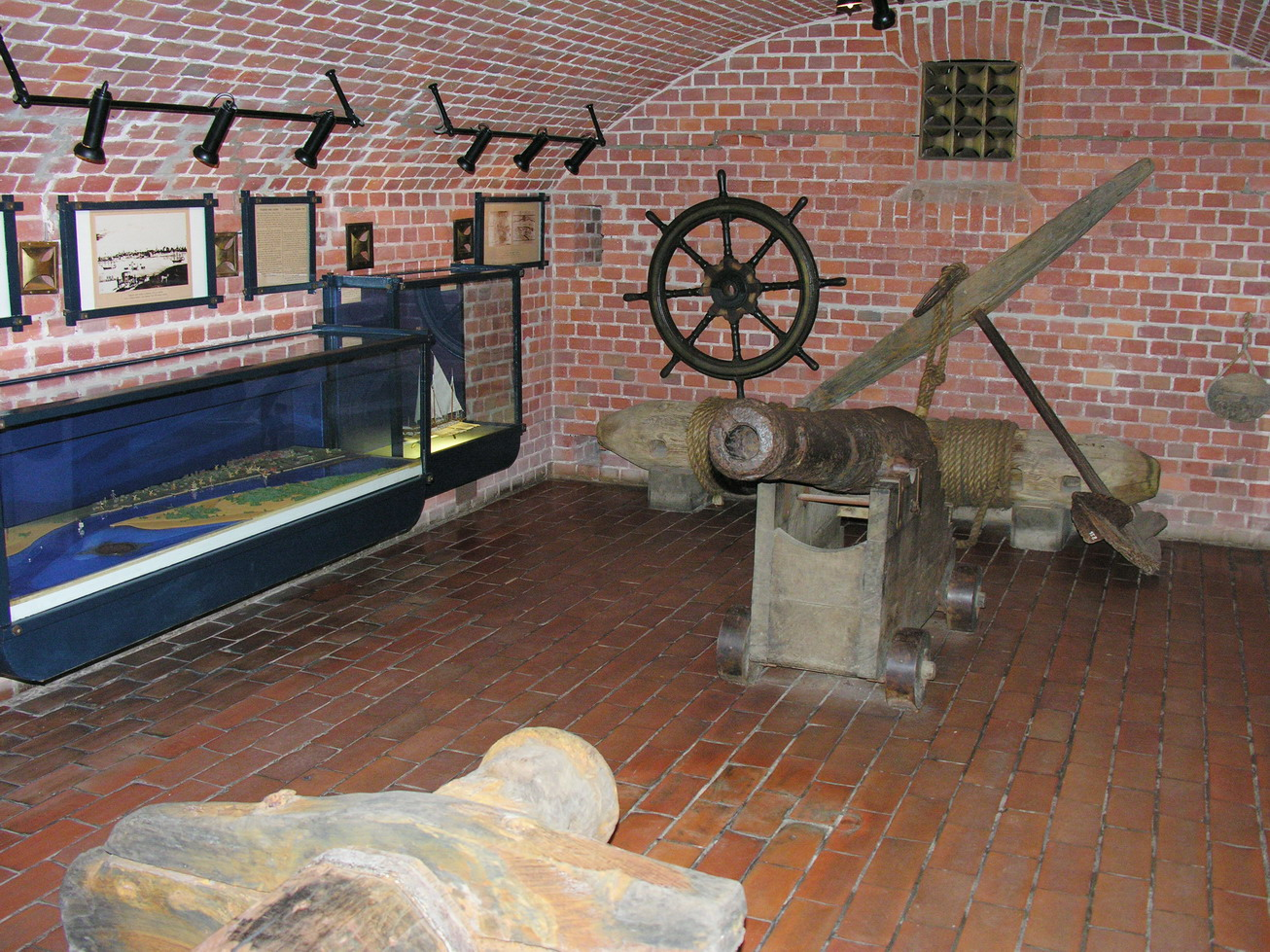
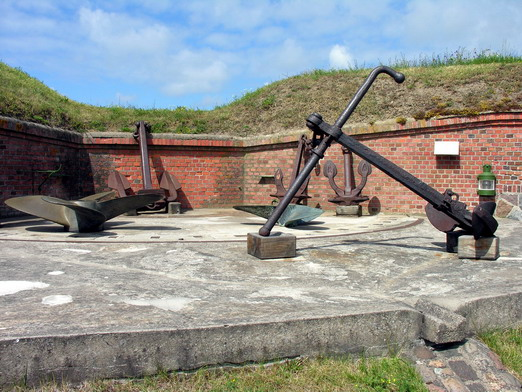